# Renny Quow
Renny Quow (Morvant, 25 augustus 1987) is een sprinter uit Trinidad en Tobago, die gespecialiseerd is in de 400 m.

## Carrière
Zijn eerste internationale succes behaalde Quow in 2005 bij de wereldkampioenschappen in Helsinki, toen hij met zijn team de finale van de 4 x 400 m estafette bereikte. Het jaar daarop wist hij op de wereldkampioenschappen voor junioren in Peking de 400 m te winnen met een persoonlijk record van 45,04 s.
In augustus 2008 maakte hij zijn debuut op de Olympische Spelen. Hij wist de finale te bereiken en eindigde uiteindelijk als zevende. Het WK van 2009 in Berlijn werd voor Quow een succesvol toernooi. In de halve finale van de 400 m kon hij zijn persoonlijk record aanscherpen tot 44,53. In de finale werd hij met een tijd van 45,02 derde achter de Amerikanen LaShawn Merritt (goud; 44,06) en Jeremy Wariner (zilver; 44,60).

## Titels
- Wereldkampioen junioren 400 m - 2006
- Centraal-Amerikaans en Caribisch kampioen 4 x 400 m - 2013
- Trinidadiaans kampioen 400 m - 2006

## Persoonlijke records
Outdoor
| Onderdeel | Prestatie | Datum            | Plaats      |
| --------- | --------- | ---------------- | ----------- |
| 200 m     | 20,87 s   | 9 mei 2009       | Tallahassee |
| 300 m     | 32,55 s   | 7 juni 2009      | Eugene      |
| 400 m     | 44,53 s   | 19 augustus 2009 | Berlijn     |

Indoor
| Onderdeel | Prestatie | Datum           | Plaats |
| --------- | --------- | --------------- | ------ |
| 400 m     | 47,15 s   | 6 februari 2010 | Boston |

## Palmares

### 400 m
Kampioenschappen
- 2004: 3e in serie WJK - 47,19 s
- 2006:  WJK - 45,04 s
- 2007: 2e in serie Pan-Amerikaanse Spelen - 45,35 s
- 2007: 5e in serie WK - 45,70 s
- 2008: 7e OS - 45,22 s
- 2009:  WK - 45,02 s
- 2011: 4e in ½ fin. WK - 45,72 s
- 2012: DNS OS
- 2013: DNF Centraal-Amerikaanse en Caraibische kamp.

Golden League-podiumplekken
- 2009:  Bislett Games – 45,18 s
- 2009:  Golden Gala – 45,02 s
- 2009:  Weltklasse Zürich – 44,77 s
- 2009:  Memorial Van Damme – 45,55 s

### 4 x 400 m
- 2013:  Centraal-Amerikaanse en Caribische kamp. - 3.02,19
- 2013: 6e WK - 3.01,74
- 2015:  WK - 2.58,20 (NR)